# Baraka (personaggio)
Baraka è un personaggio della serie videoludica Mortal Kombat; è apparso per la prima volta in Mortal Kombat II e utilizza come armi le Razor Cane e le Tarkatan Blades.

## Storia

### Prima linea temporale
Baraka è un guerriero Tarkata dell'Outworld le cui abilità di guerriero hanno colpito a tal punto Shao Kahn da indurlo ad arruolarlo nelle proprie truppe; è lui che guida i guerrieri Tarkathan contro i Templi Shaolin tra la fine del primo Mortal Kombat e l'inizio del secondo torneo, uccidendo tutti i fratelli spirituali di Liu Kang.
Durante il secondo torneo, Baraka viene sconfitto da Kung Lao, che lo trancia in due con il proprio cappello.
Dopo Mortal Kombat II, Shao Kahn, una volta varcati i confini rappresentati dai portali che collegano il Mondo Esterno (Outworld) e il Reame della Terra, lo riarruola come comandante delle truppe di sterminio insieme con Motaro, un forte centauro anch'egli comandante delle truppe di sterminio.
Dopo la sconfitta di Shao Kahn, che lo priva di un capo, Baraka decide di fare ritorno nel proprio reame. In qualità di guerriero nomade, Baraka ha trascorso moltissimo tempo viaggiando attraverso vari Reami; durante il suo viaggio di ritorno attraverso Edenia, gli viene offerto di governare questo reame al fianco di Quan Chi. Impaziente di tornare in battaglia, Baraka accetta.
In Mortal Kombat: Deception, Baraka affianca Onaga, il Re Dragone, poiché vede in lui un capo più potente. Ricompare, dopo la caduta del Re Dragone, in Mortal Kombat: Armageddon; nel suo finale, sconfigge Blaze diventando il guerriero più forte al mondo: sopraggiungono, però, Shao Kahn e Onaga, che gli chiedono di unirsi a loro o morire; di scegliere se diventare sua regina, e Mileena sceglie con saggezza.
In Mortal Kombat vs DC Universe, pur non avendo un proprio capitolo nella Storia, è un personaggio giocabile; nel suo finale arcade, la Rabbia è sparita in ogni reame, tranne in quello tarkata, i cui abitanti sono pronti a conquistare tutti gli altri reami.

### Seconda linea temporale
Baraka compare anche in Mortal Kombat IX, capitolo in cui la linea temporale è stata riscritta dalle visioni di Raiden; Baraka non ha un ruolo molto importante nella storia: combatte per Shao Kahn come comandante delle armate tarkatan.
Baraka è presente anche in un flashback in Mortal Kombat X, nelle vesti di alleato del movimento di resistenza guidato da Mileena; il tarkata trova la morte per mano di D'Vorah.
Ricompare infine in Mortal Kombat 11, e nel suo finale, egli utilizza la Clessidra di Kronika per riscattare sé stesso e tutta la sua razza con un nuovo potere, diventando così padroni di tutti i reami. Nella storia invece appare il lui del passato grazie a Kronika. Nel capitolo 7 stringe un'alleanza con Sheeva e Kitana.

### Terza linea temporale
In Mortal Kombat 1, Liu Kang crea una linea temporale in cui i tarkatan non sono mai esisti come razza, Baraka quindi rinasce come edeniano, un tempo tribuno dell'esercito imperiale e poi ricco mercante. In seguito però, Il Regno Esterno viene afflitto da un morbo chiamato "tarkat" che trasforma chi ne è affetto in un mostro sanguinario e ben presto anche Baraka e la sua famiglia vengono infettati. Baraka sarà l'unico a sopravvivere, deformato nel corpo ma ancora lucido e in grado di tenere sotto controllo i suoi istinti. In seguito, dopo aver scoperto che anche Mileena è affetta da tale malattia, in cambio del suo silenzio chiederà un trattamento più equo per la sua gente e la neo-imperatrice accetterà.

## Apparizioni
- Mortal Kombat II
- Mortal Kombat Trilogy
- Mortal Kombat Gold
- Mortal Kombat: Deception
- Mortal Kombat: Unchained
- Mortal Kombat: Shaolin Monks (Mid-Boss)
- Mortal Kombat: Armageddon
- Mortal Kombat vs DC Universe
- Mortal Kombat IX
- Mortal Kombat X (cameo e personaggio affrontabile non giocabile)
- Mortal Kombat 11
- Mortal Kombat 1

## Mosse finali
- Decapitation (Fatality): Baraka decapita l'avversario con una sua lama. (MK2, MKT, MKG, MK:SM)
- Blade Lift (Fatality): Baraka infilza l'avversario con entrambe le lame, dissanguandolo lentamente. In MK2, MKT e MKG la vittima, una volta infilzata e sollevata, scivola lungo le lame; In MK:SM Baraka rimuove l'avversario dalle lame, distruggendogli così il busto; In MKvsDC, gli taglia due volte il corpo e poi, dopo avergli infilzato l'addome, lo lancia via. (MK2, MKT, MKG, MK:SM, MKvsDC)
- Mutant Dissection (Fatality): Baraka taglia all'avversario le gambe, le braccia e la testa, poi gli strappa il torace con una lama. (MK:D, MK:U)
- Head Kabob (Fatality): Con un montante, Baraka spicca la testa all'avversario; poi, con una lama, la infilza mentre questa cade. (MK:D, MK:U)
- Chest Stab (Fatality): Baraka butta a terra l'avversario, poi gli balza addosso e lo infilza. (MKvsDC)
- Up In The Middle (Fatality): Baraka taglia le braccia dell'avversario; poi con una lama ne trafigge il petto, mentre con un'altra lo taglia a metà. (MKIX)
- Take a Spin (Fatality): Baraka infilza l'avversario allo stomaco, poi lo fa roteare e nel mentre lo fa a pezzi. (MKIX)
- Food For Thought: Baraka strappa la faccia all'avversario, e poi l'intero volto, esponendone il cervello. Una volta che la vittima cade a terra, Baraka infilza il cervello con le sue lame Tarkata e poi morde il cervello stesso. (MK11)
- Rock, Paper, Baraka: Baraka infilza il torso dell'avversario con le sue lame e le spinge in su quasi tagliandogli le braccia, poi incrocia le sue lame alla gola dell'avversario, e gli taglia la testa che vola in aria. Mentre la testa sta per ricadere, Baraka la taglia a metà verticalmente e poi infilza entrambe le metà con le sue lame mentre cadono. (MK11)
- Present Box (Friendship): Baraka presenta un pacco regalo. (MK2, MKT)
- Vulture (Animality): Baraka si trasforma in un avvoltoio gigantesco e strappa il busto all'avversario, portandolo in cielo. (MKT)
- Self Decapitation (Hara-Kiri): Baraka si autodecapita con una delle sue lame. (MK:D, MK:U)